# Happelstraße 29 (Heilbronn)

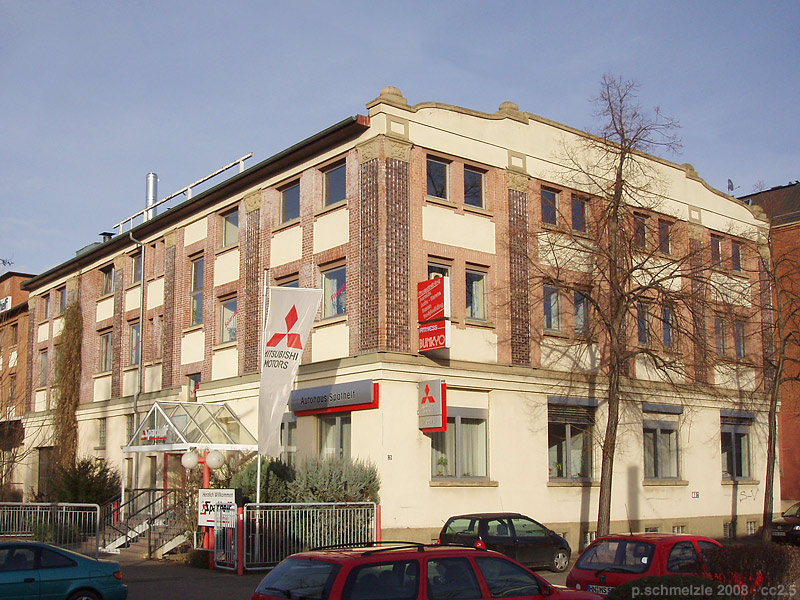
Haus Happelstraße 29

Das Haus Happelstraße 29  ist ein denkmalgeschütztes Gebäude in Heilbronn.
Das Gebäude wurde im Jahre 1913 für den Spar- und Konsumverein gemäß den Plänen des Architekten Jakob Saame aus Heilbronn errichtet. Bemerkenswert sind die in farbig glasierten Ziegeln gehaltenen Pilaster. 